# پدرو کاریو
پدرو کاریو (به انگلیسی: Pedro Carrío) (زادهٔ ۱۹۷۰) شناگر اهل کوبا است.